# Angelo Bedini
Angelo Bedini (Pisa, 5 gennaio 1905 – Rosignano Marittimo, 15 gennaio 1984) è stato un calciatore italiano, di ruolo portiere.

## Carriera
Debuttò in massima serie con il Pisa, con cui giocò per cinque stagioni per complessive 90 presenze.
Nel 1927 passò alla Juventus, dove esordì contro la Dominante in una vittoria per 3-1 l'11 dicembre 1927, mentre la sua ultima partita con i bianconeri fu contro la Cremonese il 29 giugno 1929 in un pareggio a reti inviolate.
Militò anche nel Cagliari.

## Statistiche

### Presenze e reti nei club
| Stagione        | Club            | Campionato          | Campionato | Campionato |
| Stagione        | Club            | Comp                | Pres       | Reti       |
| --------------- | --------------- | ------------------- | ---------- | ---------- |
| 1927-28         | Juventus        | Divisione Nazionale | 2          | -1         |
| 1928-29         | Juventus        | Divisione Nazionale | 2          | 0          |
| Totale Juventus | Totale Juventus |                     | 4          | -1         |
| Totale carriera | Totale carriera |                     | 4          | -1         |